# Neottia brevilabris
Neottia brevilabris är en orkidéart som beskrevs av Tang och Fa Tsuan Wang. Neottia brevilabris ingår i släktet näströtter, och familjen orkidéer. Inga underarter finns listade i Catalogue of Life.